# Drietoma
Drietoma (ungarisch Drétoma – bis 1902 Drietoma) ist eine Gemeinde in der Westslowakei. Sie liegt sechs Kilometer westlich von Trenčín an der Grenze zu Tschechien in den Weißen Karpaten. Die Ortschaft mit ca. 2050 Einwohnern erstreckt sich im Tal des Flusses Drietomica und bildet ein Eingangstor aus Mähren in die Slowakei.
Der durch die Gemeinde fließende Bach Drietomica wurde 1244 zum ersten Mal erwähnt, 1321 dann auch der Ort direkt als Drethma. In den Quellen des Spätmittelalters wird der Ort in ein Ober- und Unterort geteilt, der Unterort ist heute Teil von Kostolná-Záriečie (Kostolná wird 1773 noch als Kostolna Drietoma erwähnt), während der Oberort zum heutigen Drietoma geworden ist.
Um 1800 wurden die heutigen Ortsteile Hrádok, Kraľovany, Biskupské und Rožen eingemeindet.

## Bevölkerung
| Jahr:                | 1994. | 2004.   | 2014.    | 2024.   |
| -------------------- | ----- | ------- | -------- | ------- |
| Anzahl der Personen: | 2028  | 2047    | 2262     | 2187    |
| Unterschied:         |       | +0,93 % | +10,50 % | -3,31 % |

| Jahr:                | 2023. | 2024.   |
| -------------------- | ----- | ------- |
| Anzahl der Personen: | 2191  | 2187    |
| Unterschied:         |       | -0,18 % |

## Persönlichkeiten
- Ján Pettko, slowakischer Geologe und Mineraloge

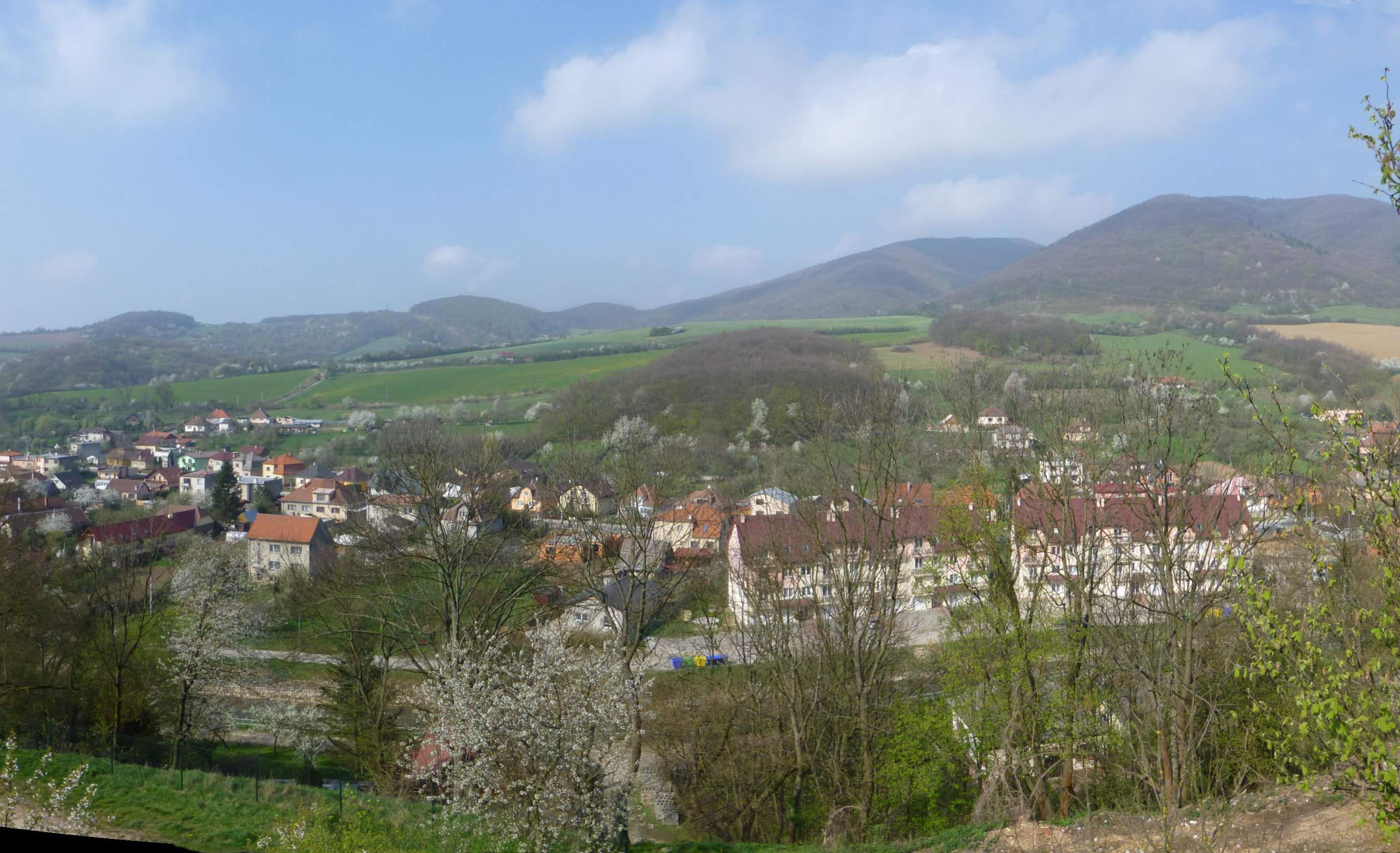